# Філософія мови
Філосо́фії мо́ви — розділ філософії, предметом якого є вивчення підстав і меж залежності пізнавального процесу від мови.

## Загальні положення
Філософія мови — один з найвпливовіших напрямів в сучасній західній філософії, в центрі уваги якого уявлення про мову як ключ до розуміння мислення і знання. Попередниками філософсько-лінгвістичного напряму були Арістотель (трактат «Категорії»), Іммануїл Кант (розробка категорій розуму), Жан-Жак Руссо (ідеї про походження писемності), Джон Мілль (вклад в теорію відгуку), Вільгельм Гумбольдт та інші.
Перехід від філософської класики до періоду філософії мови пов'язаний зі зміною об'єкта дослідження: на місце «ідей» приходять лінгвістична суть — пропозиції і терміни. Суб'єкт, що пізнає, часто відтісняється на периферію пізнавального процесу або взагалі усувається, і дискурс починає розглядатися як автономний.
У той час так званий «лінгвістичний поворот», характерний для надзвичайно широкого спектра сучасних ліній розвитку філософії, в нього потрапляють феноменологія і герменевтика, структуралізм і постструктуралізм. Сучасна філософія вважає в принципі проблематичним відволікатися від мовного аспекту філософських проблем. Починаючи з другої половини XX століття, всі основні розділи філософії випробовують як мінімум стилістичний вплив філософсько-лінгвістичних ходів думки.
Таким чином, філософія мови — це не просто окремо взятий напрям філософських досліджень (хоча можливі і вужчі визначення, що ототожнюють філософію мови лише з аналітичною філософією), але й особливий стиль філософського мислення, який пов'язаний з переважним інтересом до питань про способи побудови теорій і з вивченням принципів впорядкованості засобів вираження знань.

## Історія
Філософія мови бере свій початок в роботах Платона й Арістотеля, в книгах середньовічних авторів, логіко-математичних розробках Джорджа Буля і Джона Мілля. Основні проблеми і поняття сучасної філософії мови були сформульовані в працях Готлоба Фреге, Джорджа Мура і Бертрана Расселла, а також — в курсі загальної лінгвістики Фердинанда де Соссюра.
Етапи становлення філософії мови:
- 80-і роки XIX століття — 30-і роки XX століття. Боротьба з неогегельянством, обґрунтування філософсько-лінгвістичних методів аналізу. Ідея Людвіга Вітгенштейна[3], що розвивав теорії Бертрана Расселла, Джорджа Мура, Готтлоба Фреге та інших авторів, про те, що філософія — це процедура «логічного прояснення думок», усунення псевдопроблемних ситуацій з процесу пізнання. Зародження концепцій логічного позитивізму у Віденському гуртку (Моріц Шлік, Отто Нейрат, Рудольф Карнап, Р. Хан, Ф. Вайсман, До. Гедель, Р. Фейгль, а також Р. Рейхенбах, Ф. Франк, Альфред Джулс Еєр та інші філософи, які співпрацювали з гуртком), що займався проблемами логічного аналізу науки. Спроби звести теоретичні положення до деяких базових пропозицій, емпіричних за змістом.

- Починаючи з кінця 30-х років XX ст. по 60-і роки — поворот від логічних моделей філософсько-лінгвістичного дослідження до аналізу повсякденних мов («пізній» Людвіг Вітгенштейн, Дж. Остін). Виникнення концепції «мовних ігор» як правил, що складаються в процесі людської діяльності і виражають принципи життя людини в цілому. Розвиток теорії мовленнєвих актів Р. Райла, П. Стросона і інших, які вважали, що сама логіка і структура мови базуються на деяких культурологічних передумовах. Одне з важливих місць в цей період займає теорія значення і віклику (аналізу онтологічних, наукових, етичних, релігійних тверджень), яку розробляли Сол Кріпке, Д. Каплан, Гіларі Патнем та інші та сенс якої поміщений в тому, що мова залежить від зовнішніх, соціальних феноменів, що протистоять внутрішнім явищам (таким як мислення).

- У період 70-х — 90-х років XX ст філософія мови стає багато в чому психологічно орієнтованим знанням (роботи Яакко Гінтікки, Джона Серля, Деніела Деннета та інших). На перше місце виходять філософські проблеми свідомості і філософія психології.